# Satoshi Yashiro
Satoshi Yashiro (født 10. oktober 1974) er en tidligere japansk fodboldspiller.
Han har spillet for flere forskellige klubber i sin karriere, herunder Mito HollyHock.